# ZWM
 (février 2010).
 (octobre 2013).
Si vous disposez d'ouvrages ou d'articles de référence ou si vous connaissez des sites web de qualité traitant du thème abordé ici, merci de compléter l'article en donnant les références utiles à sa vérifiabilité et en les liant à la section « Notes et références ».
ZWM, sigle de Zlak Wlla Moute est un groupe de punk rock marocain, originaire de Rabat. Leur style musical mêle punk rock, ska punk et parfois reggae.

## Biographie
Zlak Wlla Moute signifie en arabe « glisse ou crève » en référence à la philosophie des sports de glisse. Il est formé en 2004 dans la ville de Rabat au quartier de Mabella Youssoufia, de la scène underground marocaine. Le groupe se fait connaître par son passage remarqué au festival L'Boulevard à Casablanca ainsi qu'au Maghreb Music Awards. 
Leur travail est récompensé en 2006 par le premier prix au Festival du Boulevard des jeunes musiciens à Casablanca et aux Moroccan Music Awards à Rabat pour le meilleur groupe rock au Maroc. Plus de ça, ils étaient invités sur scène par The Exploited en personne pour un bœuf en 2008. En avril 2009, ils jouent à Toulouse au Soziedad Alkoholika avec Parabellum et Arrach. 
Ils jouent en décembre 2011 à Casablanca. Leur premier album studio, Ma Tssibch Ki Dir (tu ne peux rien), est enregistré en 2011 et annoncé pour 2012.